# Макаров, Владимир Васильевич (футболист)
Владимир Васильевич Макаров (9 марта 1947, Сталинабад, СССР — 11 августа 1979, Днепропетровская область) — советский футболист. Полузащитник. Мастер спорта СССР (1969). Бронзовый призёр чемпионата СССР (1974).
Погиб в авиакатастрофе в составе ташкентского «Пахтакор» (1979).

## Биография
Начал играть в футбол в 1957 году. Первый тренер — Н. Г. Потапов.
Начинал играть в 1966 году в «Энергетике» Душанбе. В 1974 году перешёл в одесский «Черноморец». В первый год забил 13 голов в 30 матчах, став лучшим бомбардиром команды в самом успешном для неё сезоне в советском футболе. При этом многие голы новичка оказались победными («Пахтакор» — 1:0, «Заря» — 2:1, «Карпаты» — 2:0, «Торпедо» М — 1:0, «Шахтёр» — 1:0), ещё два помогли добыть результативные ничьи («Кайрат» — 3:3, «Днепр» — 1:1), внеся вклад в бронзовые медали чемпионата СССР. По итогам года вошёл в символическую сборную дебютантов высшей лиги СССР (приз журнала «Смена») и попал в число 33 лучших футболистов Украины (1974, № 2 среди левых полузащитников).
За следующие два года забил 7 мячей и перешёл в «Пахтакор». В 1978 году забил в чемпионате пять мячей.
В сезоне-1979 голов Макаров забить не успел. Отыграв 14 матчей и отправившись на 15-й в Минск, 11 августа погиб в авиакатастрофе над Днепродзержинском.
Вместе с другими членами футбольного клуба «Пахтакор» был похоронен в Ташкенте на Боткинском кладбище города.
В 2001 году Макаров вошёл в число лучших футболистов Одессы XX века и символическую сборную «Черноморца» всех времён.

## Достижения
- Бронзовый призёр чемпионата СССР (1974).
- В списках лучших футболистов УССР[укр.]: 1974
- Один из обладателей приза «Лучшие дебютанты сезона»: 1974